# Triquini
Triquini o trikini es un bañador que resulta de la unión de las piezas del biquini mediante un elemento estrecho, habitualmente situado en la zona frontal. Esta unión puede ser del mismo tejido, de distinto material o combinación de ambos.

## Historia

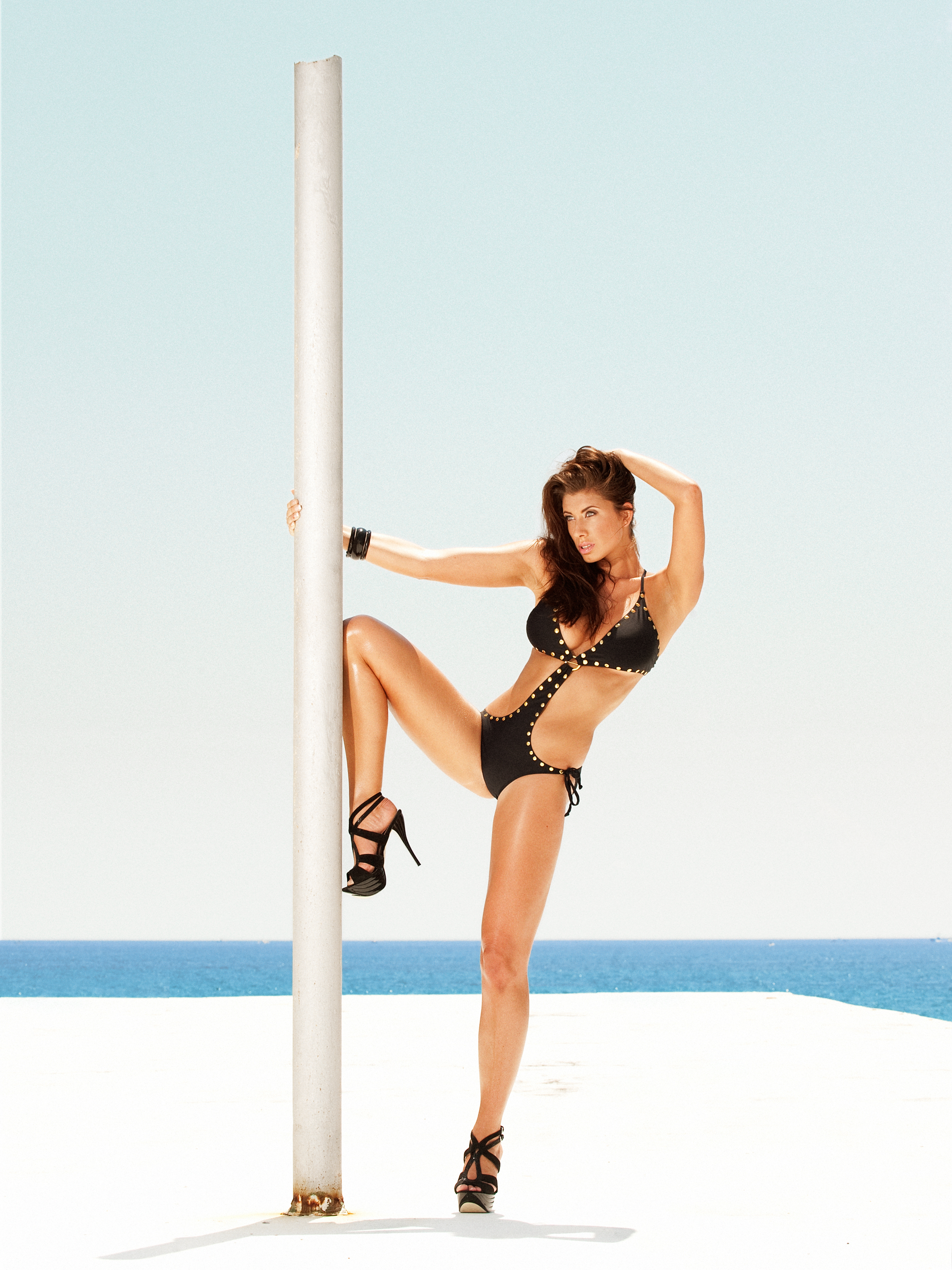
Una mujer en triquini

El triquini es un invento de Rudi Gernreich, diseñador que ya anteriormente había inventado el monokini (a propósito de la formación de esta voz y del sustantivo trikini, véase Prieto García-Seco, 2012). En 1971 dio forma al Rouault, considerado el primer trikini. Este diseño fue modelado por Peggy Moffitt, entonces modelo habitual de Gernreich (ella había modelado anteriormente el monokini). Pronto, el trikini hizo furor en las playas europeas, y símbolos sexuales como Ursula Andress o Brigitte Bardot no despreciaron usarlos. El diseño setentero solía incluir también argollas de madera o de metal en las caderas, realzando el carácter de prenda hecha con retazos que buscaba proyectar el trikini.

## Moda

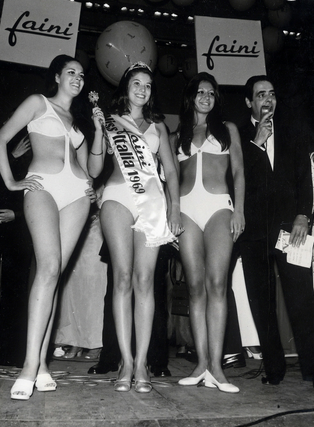
Las finalistas del concurso Miss Italia de 1969 en triquini.

Desde que ingresó al mercado, el trikini fue saliendo y regresando alternativamente del escenario de la moda. En el año 2008, Versace e Yves Saint Laurent decidieron que ya era tiempo de desempolvar el viejo diseño del trikini y darle nueva vida, aunque ahora dándole toques ochenteros para plegarse al revival de los 1980.